# Promozione Sicilia 1983-1984
Nella stagione 1983-1984 la Promozione era sesto livello del calcio italiano (il massimo livello regionale).
Qui vi sono le statistiche relative al campionato gestito dal Comitato Regionale Siculo per la regione Sicilia.
Il campionato è strutturato in vari gironi all'italiana su base regionale, gestiti dai Comitati Regionali di competenza. Promozioni alla categoria superiore e retrocessioni in quella inferiore non erano sempre omogenee; erano quantificate all'inizio del campionato dal Comitato Regionale secondo le direttive stabilite dalla Lega Nazionale Dilettanti, ma flessibili, in relazione al numero delle società retrocesse dal Campionato Interregionale e perciò, a seconda delle varie situazioni regionali, la fine del campionato poteva avere degli spareggi sia di promozione che di retrocessione.

## Girone A

### Classifica finale
|  | Pos. | Squadra                | Pt | G  | V  | N  | P  | GF | GS | DR  |
|  | ---- | ---------------------- | -- | -- | -- | -- | -- | -- | -- | --- |
|  | 1.   | Niscemi                | 39 | 30 | 16 | 7  | 7  | 34 | 19 | +15 |
|  | 2.   | Ribera                 | 37 | 30 | 11 | 15 | 4  | 37 | 23 | +14 |
|  | 2.   | Margheritese           | 37 | 30 | 14 | 9  | 7  | 31 | 19 | +12 |
|  | 4.   | Cantieri Navali        | 34 | 30 | 11 | 12 | 7  | 32 | 27 | +5  |
|  | 4.   | Olympia Don Bosco      | 34 | 30 | 8  | 18 | 4  | 20 | 16 | +4  |
|  | 6.   | Monreale               | 33 | 30 | 11 | 11 | 8  | 31 | 28 | +3  |
|  | 7.   | Partinicaudace         | 32 | 30 | 10 | 12 | 8  | 23 | 24 | -1  |
|  | 8.   | Termitana              | 29 | 30 | 10 | 9  | 11 | 27 | 25 | +2  |
|  | 8.   | Ravanusa               | 29 | 30 | 10 | 9  | 11 | 32 | 31 | +1  |
|  | 8.   | Cephaledium            | 29 | 30 | 9  | 11 | 10 | 22 | 24 | -2  |
|  | 11.  | Bagheria               | 28 | 30 | 6  | 16 | 8  | 17 | 20 | -3  |
|  | 11.  | Lilybeum Olimpia Pizzo | 28 | 30 | 10 | 8  | 12 | 28 | 32 | -4  |
|  | 13.  | Riesi                  | 27 | 30 | 9  | 9  | 12 | 32 | 32 | 0   |
|  | 14.  | Campofranco            | 27 | 30 | 7  | 13 | 10 | 25 | 25 | 0   |
|  | 15.  | Atletico Canicattì     | 25 | 30 | 9  | 7  | 14 | 29 | 36 | -7  |
|  | 16.  | Nicosia                | 12 | 30 | 3  | 6  | 21 | 18 | 57 | -39 |

- Il Campofranco retrocede in Prima Categoria a causa degli scontri diretti con la Libertas Riesi.

## Girone B

### Classifica finale
|  | Pos. | Squadra        | Pt | G  | V  | N  | P  | GF | GS | DR  |
|  | ---- | -------------- | -- | -- | -- | -- | -- | -- | -- | --- |
|  | 1.   | Giarre         | 45 | 30 | 17 | 11 | 2  | 54 | 24 | +30 |
|  | 2.   | Scicli         | 42 | 30 | 17 | 10 | 3  | 46 | 16 | +30 |
|  | 3.   | Orlandina      | 40 | 30 | 17 | 6  | 7  | 49 | 26 | +23 |
|  | 4.   | Modica         | 36 | 30 | 11 | 14 | 5  | 31 | 21 | +10 |
|  | 5.   | Sant'Agata     | 34 | 30 | 13 | 8  | 9  | 46 | 28 | +18 |
|  | 5.   | Vittoria       | 34 | 30 | 13 | 8  | 9  | 41 | 24 | +17 |
|  | 7.   | Giardini Naxos | 32 | 30 | 11 | 10 | 9  | 37 | 27 | +10 |
|  | 7.   | Pozzallo       | 32 | 30 | 13 | 6  | 11 | 42 | 38 | +4  |
|  | 9.   | Leonzio        | 31 | 30 | 9  | 13 | 8  | 31 | 30 | +1  |
|  | 10.  | Ramacca        | 25 | 30 | 6  | 13 | 11 | 35 | 29 | +6  |
|  | 11.  | Rosolini       | 24 | 30 | 7  | 10 | 13 | 16 | 34 | -18 |
|  | 12.  | Bronte         | 23 | 30 | 8  | 7  | 15 | 27 | 39 | -12 |
|  | 12.  | Francavilla    | 23 | 30 | 8  | 7  | 15 | 26 | 43 | -17 |
|  | 14.  | Megara Augusta | 23 | 30 | 5  | 13 | 12 | 22 | 40 | -18 |
|  | 15.  | Avola          | 20 | 30 | 8  | 4  | 18 | 27 | 49 | -22 |
|  | 16.  | Pattese        | 14 | 30 | 5  | 4  | 21 | 23 | 88 | -65 |

- Lo Scicli è stato ammesso al Campionato Interregionale per delibera della Lega Nazionale Dilettanti.
- Il Megara Augusta retrocede in Prima Categoria a causa del minor numero di punti conseguiti negli scontri diretti con Bronte e Francavilla.